# 한려대학교
한려대학교(漢麗大學校, Hanlyo University)는 전라남도 광양시에 있었던 대한민국의 폐교한 사립 대학이다.
1994년 12월 3일, 이홍하이 설립하였다. 2014년 8월 29일 교육부가 경영부실대학으로 지정했다.
계속되는 경영 부진을 이기지 못해 2021년 10월 19일, 광주지방법원 등은 한려대학교를 운영하는 서호학원의 정상적인 운영이 힘들다고 판단하여 파산을 선고했다. 이에 따라 사립학교법 등에 의거 한려대학교가 2022년 2월로 폐교 수순을 밟게된다. 이는 대한민국내 최초로 법인이 운영하는 학교를 폐교하기 전 운영 법인이 파산한 사례가 되었다.

## 연혁
한려대학교는 1994년 12월 3일, 이홍하가 설립한 학교법인 서호학원 설립이 인가로 시작했다. 이듬해 3월 17일 개교하여 전라남도 광양시에서 유일한 일반대학이 되었다. 1996년, 대학원 석사 과정을 설치하였고, 같은 해 7월 26일 특수대학원인 사회복지대학원과 경영행정대학원을 설치했다. 학교법인 서호학원은 2022년 2월 28일 자로 설립 28년만에 파산 선고로 폐업했고, 학교법인의 폐업으로 한려대학교는 폐교 수순을 따랐다.
학과 정원을 증설하고, 학과를 추가 설치하는 등 발전하는 듯 했으나, 2012년, 교육과학기술부는 한려대학교를 정부재정지원제한대학으로 지정하였다. 이후 2013년, 2014년에도 역시 정부재정지원제한대학 및 경영부실대학 등으로 지정했다. 2017년, 대학구조개혁평가 결과 E등급을 획득하였고, 2018년 실시한 대학기본역량진단에서 재정지원제한대학으로 선정되며 한국장학재단 등에서 실시하는 국가장학금 및 학자금 대출이 제한된다.
2021년 10월 19일, 관선이사 체제로 운영하던 학교법인 서호학원에 파산을 선고했다. 이후 한려대학교에 대한 폐교 절차를 진행했다.

## 교육편제
한려대학교는 별도의 단과대학을 두지 않고 학부 과정을 편제하며, 일반대학원과 3개 특수대학원이 설립되어 있었다. 2022년 폐교 직전까지 학부 과정으로 경찰법학과, 물리치료학과, 사회체육학과 등 6개의 정규 학과가 설치되어 있었으며, 사회복지학과와 안전공학과 등 3개의 야간 과정이 존재했다. 대학원 과정으로 일반대학원과 보건대학원, 사회복지대학원, 경영행정대학원 등 3개의 특수 대학원이 설립되어 석·박사 학위 과정을 제공한 바 있다.

## 캠퍼스 풍경
한려대학교는 전라남도 소재 사립 대학으로 광양시 덕례리에 캠퍼스를 두고 있다. 약 90,042m²의 교사를 확보하고 있으며, 이는 한국복지대학교와 케이씨대학교 등과 비슷한 면적이다. 캠퍼스에는 학생생활관과 교육을 위한 8개동의 건물이 존재한다. 캠퍼스 동측으로 한려대길과 이어지며, 순용로로 진입이 가능하다. 진입하면 5호관과 봉황관이 위치하며, 중앙도서관이 위치한 등용관이 근처에 인접한다. 캠퍼스 서측으로 학생식당과 학생생활관인 7호관 등으로 접근이 가능하며, 캠퍼스 남부에 운동장이 위치하고 있다. 
캠퍼스 외부 동측에 설립자가 같은 광양보건대학교가 위치하며, 남동쪽으로 경전선 광양역이 비교적 원거리에 위치하여 캠퍼스로 접근할 수 있다.

## 같이 보기
- 서남대학교
- 광주예술대학교
- 화성의과학대학교
- 광양보건대학교
- 이홍하